# Wereldkampioenschappen moderne vijfkamp 1973
De wereldkampioenschappen moderne vijfkamp 1973 werden gehouden in Londen in het Verenigd Koninkrijk. Er stonden twee onderdelen op het programma alleen voor mannen. 

## Medailles

### Mannen
| Onderdeel   | Goud | Goud                                              | Zilver | Zilver                                      | Brons | Brons                                       |
| ----------- | ---- | ------------------------------------------------- | ------ | ------------------------------------------- | ----- | ------------------------------------------- |
| Individueel | URS  | Pavel Lednjev                                     | URS    | Vladimir Sjmelev                            | URS   | Boris Onisjtsjenko                          |
| Team        | URS  | Boris Onisjtsjenko Pavel Lednjev Vladimir Sjmelev | FRG    | Wolfgang Köpcke Heiner Thade Gerhard Werner | HUN   | László Horváth Peter Kelemen Tibor Maracskó |

### Medaillespiegel
| Plaats | Land                     | Goud | Zilver | Brons | Totaal |
| 1      | Sovjet-Unie              | 2    | 1      | 1     | 4      |
| 2      | Bondsrepubliek Duitsland | 0    | 1      | 0     | 1      |
| 3      | Hongarije                | 0    | 0      | 1     | 1      |
| Totaal | Totaal                   | 2    | 2      | 2     | 6      |